# Ruth Schaumann

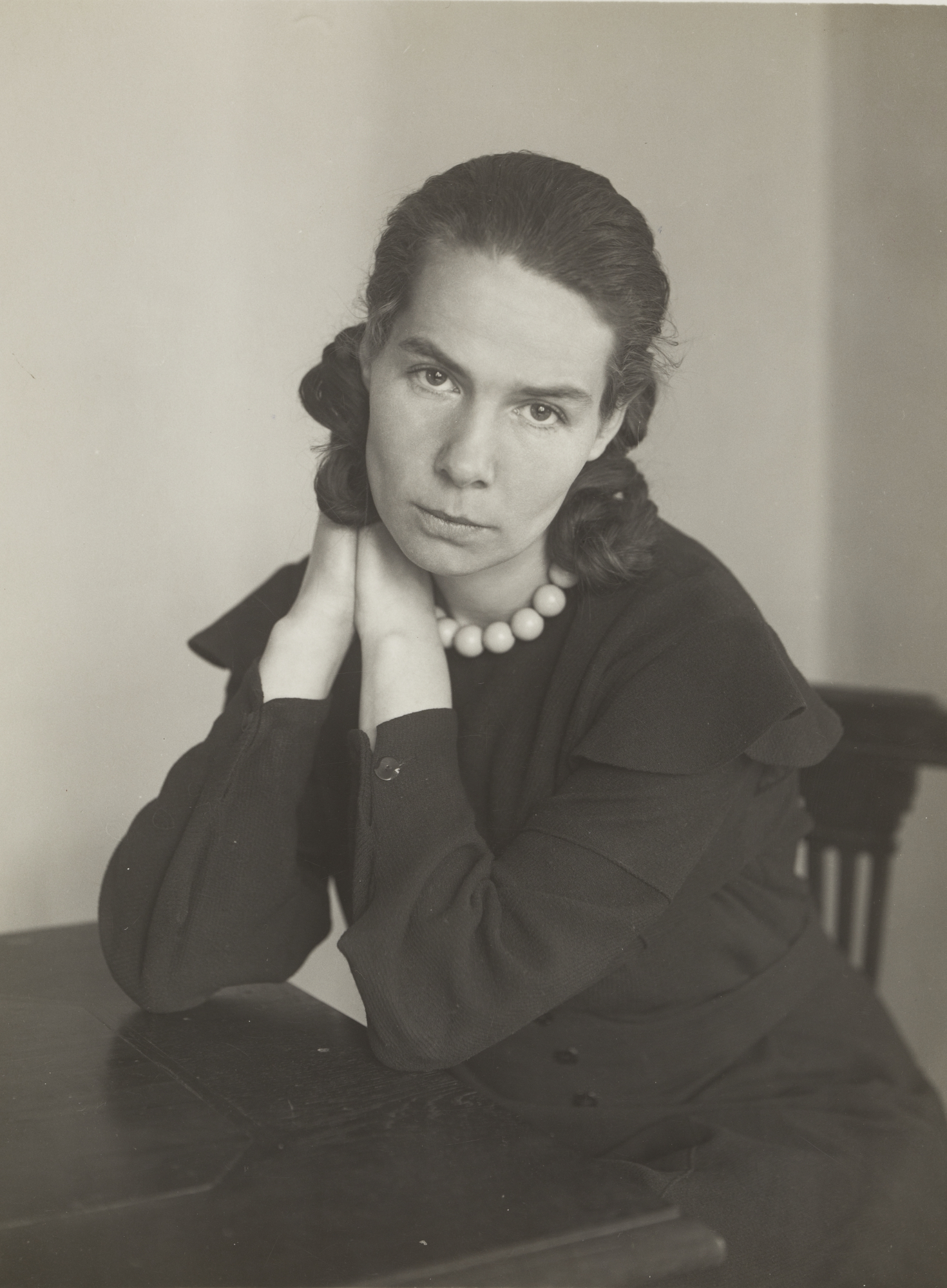
Ruth Schaumann, Aufnahme von Philipp Kester

Ruth Schaumann (* 24. August 1899 in Hamburg; † 13. März 1975 in München) war eine deutsche Lyrikerin, Schriftstellerin, Bildhauerin und Zeichnerin.

## Leben

Hugo Kunz (1884–1938): Porträt Ruth Schaumann

Ruth Schaumann war die Tochter des preußischen Offiziers Curt Schaumann und dessen Ehefrau Elisabeth, geborene Becker. Sie wuchs mit zwei Schwestern und dem früh verstorbenen Bruder Felix in der Garnisonstadt Hagenau/Elsass auf. Im Alter von sechs Jahren verlor Ruth Schaumann infolge einer schweren Scharlacherkrankung das Gehör. Mit ihrer Kinderfrau Ida Goretzki wurde sie nach Hamburg geschickt, wo sie mit zwei gehörlosen Kindern eines Großkaufmannes in dessen Haus privaten Unterricht erhielt. Während dieser Zeit erlernte sie das Lippenlesen.
1917 zog Ruth Schaumann nach München, um den Beruf einer Modezeichnerin zu erlernen. In dieser Zeit entstanden erste Gedichte, die sie später in ihrem Erstlingswerk Die Kathedrale veröffentlichte. Auf Anregung des katholischen Priesters Alois Wurm bewarb sich Ruth Schaumann im Januar 1918 an der Münchner Kunstgewerbeschule und wurde in die Bildhauerklasse von Joseph Wackerle aufgenommen. Auf Grund ihrer Plastik Verkündigung wurde sie bereits im Januar 1921 zur Meisterschülerin ernannt.
Im November 1923 erschien in der literarischen Monatsschrift Hochland der Aufsatz Ruth Schaumann: Plastik und Dichtung, durch den die junge Künstlerin größere Bekanntheit erlangte. Dieser Artikel war das Ergebnis eines langen Interviews, das der Schriftleiter des Hochland, Friedrich Fuchs (1890–1948), mit Ruth Schaumann geführt hatte. Ein Jahr später heirateten Friedrich Fuchs und Ruth Schaumann in München, nachdem die Künstlerin aus eigenem Antrieb zur Katholischen Kirche konvertiert war. Der Ehe entstammen fünf Kinder.
Im Februar 1935 verlor ihr Ehemann wegen Meinungsverschiedenheiten mit Karl Muth, dem Herausgeber des Hochland, seinen Schriftleiterposten. Ab 1935 galt Ruth Schaumanns künstlerisches Schaffen als „entartet“. Als Schriftstellerin konnte sie dagegen weiter publizieren. 1937 erschien ihre Novelle Der Petersiliengarten, 1941 der Roman Die Silberdistel.
Nach dem Ende des Krieges fertigte Ruth Schaumann vorwiegend sakrale Kunst: Altarbilder, Skulpturen, Kreuzwege, Kirchenfenster. Außerdem veröffentlichte sie zahlreiche Romane und Erzählungen, teilweise mit eigenen Illustrationen. Höhepunkt ihres späten literarischen Schaffens ist ihr 1968 bei F. H. Kerle in Heidelberg erschienener autobiografischer Roman Das Arsenal.
Neben ihrem umfangreichen literarischen und bildnerischen Schaffen trat sie auch als Scherenschnitt-Künstlerin hervor.
Ruth Schaumann starb am 13. März 1975 in München und wurde neben ihrem Mann auf dem Winthirfriedhof im Stadtteil Neuhausen bestattet.
Zum 100. Geburtstag von Ruth Schaumann erschien 1999 im Hamburger Signum-Verlag postum ihr unvollendetes Manuskript Der Kugelsack, das als Fortsetzung ihres autobiographischen Romans Das Arsenal angelegt ist.

## Rezeption

### Das literarische Werk
Ruth Schaumann war seit Ende der 1920er Jahre „über eine christliche Lesergemeinde hinaus prominent, populär und äußerst produktiv“. Neben der Einfachheit und Innigkeit ihrer Sprache wird auch die Musikalität ihrer Lyrik hervorgehoben. Der Münchner Komponist Joseph Haas schrieb einen Liederzyklus Lieder vom Leben auf sechs ihrer Gedichte, der 1928 gedruckt wurde.
Obwohl ihre christliche Weltanschauung im Gegensatz zum Nationalsozialismus stand, konnte sie ihr schriftstellerisches Schaffen auch nach 1933 fortsetzen, ebenso auch nach 1945. Auch wenn ihre Lyrik „dem Zeitgeschmack der 1950er und 1960er Jahre nicht mehr (entsprach)“, fanden in der Nachkriegszeit einzelne ihrer Gedichte Aufnahme in bedeutende Anthologien wie Der ewige Brunnen  von Ludwig Reiners (1955) und Das große deutsche Gedichtbuch von Karl Otto Conrady (1977). Doch später geriet sie in Vergessenheit. 2008 wird sie im Titel einer literaturwissenschaftlichen Studie ausdrücklich „eine vergessene Autorin“ genannt.

### Das künstlerische Werk
In der Zeit zwischen den beiden Weltkriegen galt Ruth Schaumann als „Erneuerin christlicher Kunst“; nach 1945 konnte sie nur noch begrenzt daran anknüpfen. Zu sehr beherrschte ihr literarisches Schaffen die öffentliche Wahrnehmung und „verstellte den Blick auf die kreative Energie und Sensibilität ihres bildnerischen Œuvres“.

## Ehrungen
- 1932: Dichterpreis der Stadt München[9]
- 1959: Bundesverdienstkreuz 1. Klasse
- 1960: Kogge-Ehrenring der Stadt Minden
- 1964: Bayerischer Verdienstorden
- 1974: päpstliche Auszeichnung Pro Ecclesia et Pontifice für ihre Verdienste um die Christliche Kunst
- 1984 wurde im Münchner Stadtteil Englschalking eine Straße nach Ruth Schaumann benannt.[10]
- Seit 2004 ist in Lebach die Ruth-Schaumann-Schule (Staatliche Förderschule Hören und Kommunikation) ihr zu Ehren benannt.[4][11]

## Werke

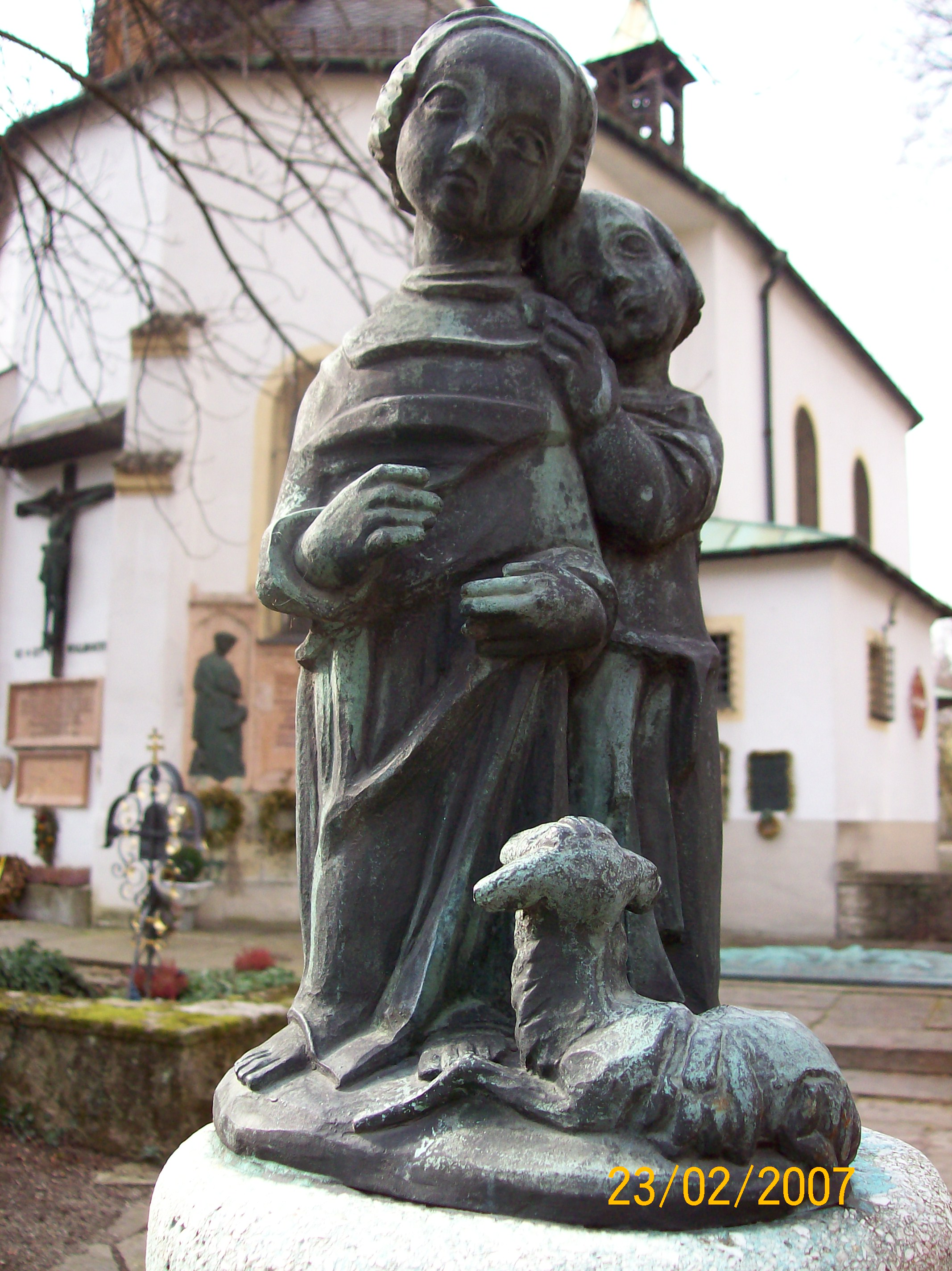
Figurengruppe des von Schaumann geschaffenen Peter-Dörfler-Brünnleins auf dem Winthirfriedhof
KPM-Figurine Engel niederschwebend
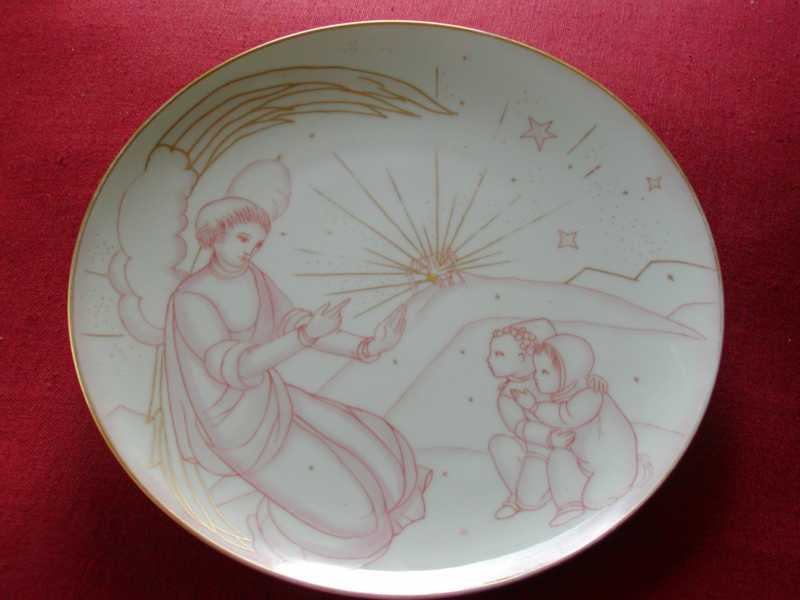
KPM Weihnachtsteller 1937

### Plastiken
Thematische Werkgruppen
- Launen 
  - 7 Launen (Terracotta): Armut, Heimweh, Eitelkeit, Das kleine Gebet, Traubenkerle, Reue und Treue
  - Laune (Terracotta): Die sehende Blindheit
  - 7 Launen mit und ohne Majolika
  - 7 Launen: Kleine Armut, Traubenkerle, Mädchen mit Widder, Das Suchen, Anfang der Ewigkeit, Weiß nicht was, Frage und Antwort
  - Launen: Klein und doch Groß, Hingabe (Terracotta)
- Grabmäler
  - 1948(?):[12] Grabmal für Friedrich Fuchs († 1948) und sich selbst, Friedhof Neuhausen, München
  - Grabstein für Albrecht Talbaum
  - 3 Grabsteine

Werke mit bekannter Entstehungszeit
- 1918: Madonna mit Kind (Lindenholz),
- 1920: Der Jüngste
- 1921: Verkündigung, Saint Louis Art Museum, Saint Louis (Missouri)[4]
- 1923: Familiarum columen (Terracotta-Relief)
- 1924: Die Begrüßung (Ton)
- 1924: Der Jüngste
- 1924: Sitz der Weisheit
- 1929: Pietà, Krypta der Frauenfriedenskirche, Frankfurt am Main[4]
- 1930: Peterlbrunnen (Peterbrünnlein), Stürzerstraße 14/16, München-Laim (Die Bronzefigur ist ein Neuguss aus der Nachkriegszeit.)[13]
- 1956: Peter-Dörfler-Brünnlein (Bettelbrünnlein), neben dem Grab des Priester-Schriftstellers auf dem Friedhof Neuhausen, München[14]
- 1970: Muttergottes (Bronzerelief) für St. Maria Königin (Obernbreit)

Werke unbekannter Zeitstellung
- Franziskaner
- Mechthild von Magdeburg
- Törichte Jungfrau
- Sitzende Jungfrau mit Einhorn
- Kleiner Fabian (Lindenholz)
- Mariä Tempelgang
- Kleiner Dank
- Krippendarstellung (zweifache Ausfertigung als Hochrelief in Majolika)
- Schnecke und Hase
- Heimweh
- Engelsmusik (Relief)
- Pietà Dörfler-Madonna (Bronze)
- Einhornmadonna (Lindenholz)
- Eva und Maria (Lindenholz)
- Kruzifix (Gips, vergoldet)
- Doppelbüste: Mutterkopf mit Kindergesicht
- Musizierender Knabe (Tonfigur)
- Jungfrau mit Strahlenhänden (Majolika-Relief)
- Kleine Zimmermadonna
- Anna selbdritt (Bronzerelief)
- Bübchen mit Handorgel (Lindenholz)
- Heiliger Tarcisius
- Das Hohe Lied (Ton)
- Christus mit Dornenkrone (Relief)
- Hirt und Hirtin (Ton)
- Die Säule (Lindenholz)
- Adam und Eva, Einzelfiguren (Bronze)
- Heiliger Christophorus, Heiliger Bernhard von Clairvaux, Immaculata

### Malerei und Glasmalerei
- 1938–1940(?):[12] Altargemälde und weitere Ausstattungsstücke in St. Konrad, Berlin-Falkenberg[15]
- 1950: Kreuzweg für die Kirche Herz Jesu in Frankfurt-Oberrad
- 1955:[4] Glasfenster für die Hl.-Geist-Kirche in Landstuhl (Pfalz), gefertigt in den Werkstätten Gustav van Treeck, München[16]
- 1963: Kreuzweg für die Kirche St. Josef, Frankfurt am Main - Bornheim,[17]

### Holzschnitte
- 1929: Kreuzweg für die Kirche St. Agatha (Merchingen (Merzig)); seit 1960 in der Kirche St. Josef in Falscheid (Saarland)
- Kreuzweg in der katholischen Marienkapelle Badenweiler (koloriert, 14 Stationen)

### Entwürfe für die Königliche Porzellan-Manufaktur Berlin
- 1928: Gänsekönig
  - Engel betend
  - Engel mit Laute
- 1929: Fischservice „Vineta“
- 1930: Büste
  - Engel mit Schalmei
  - Engel niederschwebend
  - Engelkind mit Fabeltier
  - Gänsekönig klein
  - Kuchenplatte Vier Jahreszeiten
- 1938: Christkind
- 1941: Madonna mit Kind
- 1929, 1931, 1932, 1934–1938: Weihnachtsteller

### Lyrik
- 1920: Die Kathedrale
- 1924: Das Passional (2. Auflage)
  - Der Knospengrund, 2. Auflage.
- 1927: Der Rebenhag, 2. Auflage.
  - Die Rose, 2. Auflage.
- 1928: Die Kinder und die Tiere
- 1930: Die geliebten Dinge
- 1932: Der Krippenweg
- 1947: Die Vorhölle. Gedichte, Neuauflage: Kepplerhaus Verlag, Stuttgart 1953.
- 1969: Am Krippenrand. Weihnachtsgedichte.

### Prosa
- 1929: Der blühende Stab. Novellen
- 1932: Amei: Geschichte einer Kindheit (autobiografisch)
- 1933: Ave von Rebenhagen. Mit 10 Original-Zeichnungen von der Verfasserin. Erzählung[18]
  - Yves
  - Siebenfrauen
- 1934: Der singende Fisch. Mit 20 farbigen Tafeln nach Pergament-Miniaturen der Verfasserin.
- 1935: Ecce Homo. Eine Passion in Meisterbildern.
  - Der Major. Roman
- 1936: Ansbacher Nänie. Novelle
- 1938: Der schwarze Valtin und die weiße Osanna. Roman
- 1940: Die Übermacht.
- 1941: Die Silberdistel. Erzählung
- 1942: Der Hirte im schönen Busch. Erzählung
- 1943: Die Zwiebel. Erzählung
- 1945: Die Blumen. Erzählung
- 1946: Solamen
- 1946: Die Uhr. Roman
- 1953: Die Karlsbader Hochzeit. Roman
  - Zwei Geschichten. Der Kniefall. Der Apothekergehilfe
- 1955: Die Taube. Roman
- 1968: Das Arsenal. Roman (autobiografisch)
- 1999: Der Kugelsack. Roman (autobiografisch, postum)